# Frits Abrahams
Frits Abrahams (Nijmegen, 26 juni 1946) is een Nederlandse journalist en columnist.

## Loopbaan
Abrahams groeide op in Venlo en werkte bij Nieuwsblad van het Noorden,de Volkskrant en Vrij Nederland voordat hij in 1988 redacteur werd bij NRC Handelsblad.
In de jaren tachtig en negentig was Abrahams, die ook werkzaam was bij het VPRO-programma Hier is Adriaan van Dis, voor NRC Handelsblad vooral actief als interviewer en rechtbankcolumnist. Later recenseerde hij voor die krant ook televisieprogramma's. Zijn columns hierover zijn in 1998 gebundeld in Oog in oog: Notities van een dwarskijker. Vanaf 1998 schreef Abrahams vijf, later drie dagen per week een column op de Achterpagina van NRC over een breed scala van onderwerpen: kunst (vooral literatuur en film),  politiek, sport en persoonlijke ervaringen in het dagelijks leven.
Zijn columns zijn gebundeld in boeken als Barre dagen (De Bezige Bij, 2000), Liefde en ander leed (Prometheus, 2002), Mijn vader vond het mooi geweest (Prometheus, 2004), Een onvergetelijke thuiskomst (Prometheus, 2006), Alles loopt altijd anders (Van Oorschot, 2013) en Mijn rooie vrouw: Scènes uit een politiek huwelijk (Van Gennep, 2015). Zijn columns over Franz Kafka werden in 2008 door Stichting De Roos bijeengebracht in Dagen met Kafka dat verscheen in een oplage van 175 exemplaren.
Abrahams kreeg in 1987 de cultuurprijs van de gemeente Hilversum voor zijn artikelen in Vrij Nederland over kunst en cultuur en voor zijn columns. In 2004 ontving hij voor zijn columns in NRC Handelsblad de Leeskabinetprijs van het Rotterdamsch Leeskabinet. In 2022 werd hem de Gebroeders Bruinsma Erepenning toegekend vanwege zijn "veelvuldig scherpe en vaak geestige kritiek" op "alternatieve genezers als Vogel, Sickesz, artsen-acupuncturisten, chiropractors en haptonomen".
- Digitale Bibliotheek voor de Nederlandse Letteren: abra009
- Gemeinsame Normdatei: 173209858
- International Standard Name Identifier: 0000 0000 3027 8418
- Library of Congress Control Number: n93031708
- Nationale Bibliotheek van Israël: 987010821122105171
- Nederlandse Thesaurus van Auteursnamen: 073010464
- Système universitaire de documentation: 253222710
- Virtual International Authority File: 11515106
- WorldCat: E39PBJm9bBj8WqdjkjDfkp8pyd